# Movimento Sociale Nazionale
Il Movimento Sociale Nazionale (in bulgaro: Народно социално движение, НСД, Narodno Socialno Dviženie, NSD) è stato un partito politico bulgaro.

## Storia
Il partito fu costituito nel 1932 da Aleksandăr Cankov. Anche se era un membro del governo del Blocco del Popolo di Nikola Mušanov, Cankov era diventato un forte ammiratore di Adolf Hitler e, di conseguenza, ha fondato la NRS sulla base del nazismo. Il gruppo ha però predicato la propria idea di 'nazionalismo sociale', che per Cankov prevedeva il coinvolgimento ed il sostegno dei lavoratori nazionali e del sindacato contro la lotta di classe. Il partito non ha incontrato molto favore (nonostante la raccolta di un congruo numero di militanti, in particolare tra i giovani delle periferie urbane), anche se la sua formazione ha contribuito ad accelerare il crollo del governo di coalizione. Il gruppo ha ottenuto alcuni risultati nel 1934, quando un certo numero di membri della corrente di "sinistra" dello Zveno ne uscì per aderire ad altri gruppi, compresa la NRS. Tuttavia, in virtù di un ordine di Boris III, il governo di Penčo Zlatev attua una repressione verso i gruppi nazionalsocialisti, e di conseguenza, l'NSD fu messa fuori legge.
Il gruppo mantenne in clandestinità i legami con Germania nazista, come dimostra la nomina di Cankov per la guida del governo in esilio nel 1944.